# Městský hřbitov v Žacléři
Městský hřbitov v Žacléři je hlavní městské pohřebiště v městě Žacléři v okrese Trutnov v královéhradeckém kraji.

## Historie
Hřbitov v prostoru za farním kostelem Nejsvětější Trojice existoval zřejmě od samého počátku místního osídlení. Původně se nacházel na okraji města, později jej ze dvou stran obklopila novější zástavba (ze strany od města areál někdejší místní nemocnice – nyní rehabilitačního ústavu, na severní straně hřbitova převážně rekreační objekty). V roce 2015 proběhly částečné opravy hřbitovní zdi. Hřbitov je stále používán k pohřbům.

## Stavební podoba
Hřbitov má podobu nepravidelného, výrazně protáhlého a úzkého obdélníka. Ohrazen je zčásti zdí a zčásti kovovým plotem. Při vstupní bráně, ve směru od kostela, stojí přízemní budova někdejší márnice. Na hřbitově se nachází hrob dvou francouzských válečných zajatců, nasazených zde na nucené práci v kamenouhelném dole. Dále je zde společný hrob devíti příslušníků Rudé armády. Je zde zachována rovněž řada německých náhrobků.

## Osobnosti pohřbené na hřbitově
- Anton Kopp, žacléřský farář v letech 1865–1889, iniciátor rozsáhlých oprav farního kostela
- Heinrich Kuczej (1857–1916), žacléřský farář v letech 1910–1916, biskupský notář, "komisař" řeholnic Kongregace sester sv. Hedviky, které v Žacléři svého času působily
- Alfred Waldau (1837–1882), vl. jm. Josef Jarosch, žacléřský notář a básník, etnograf

## Galerie

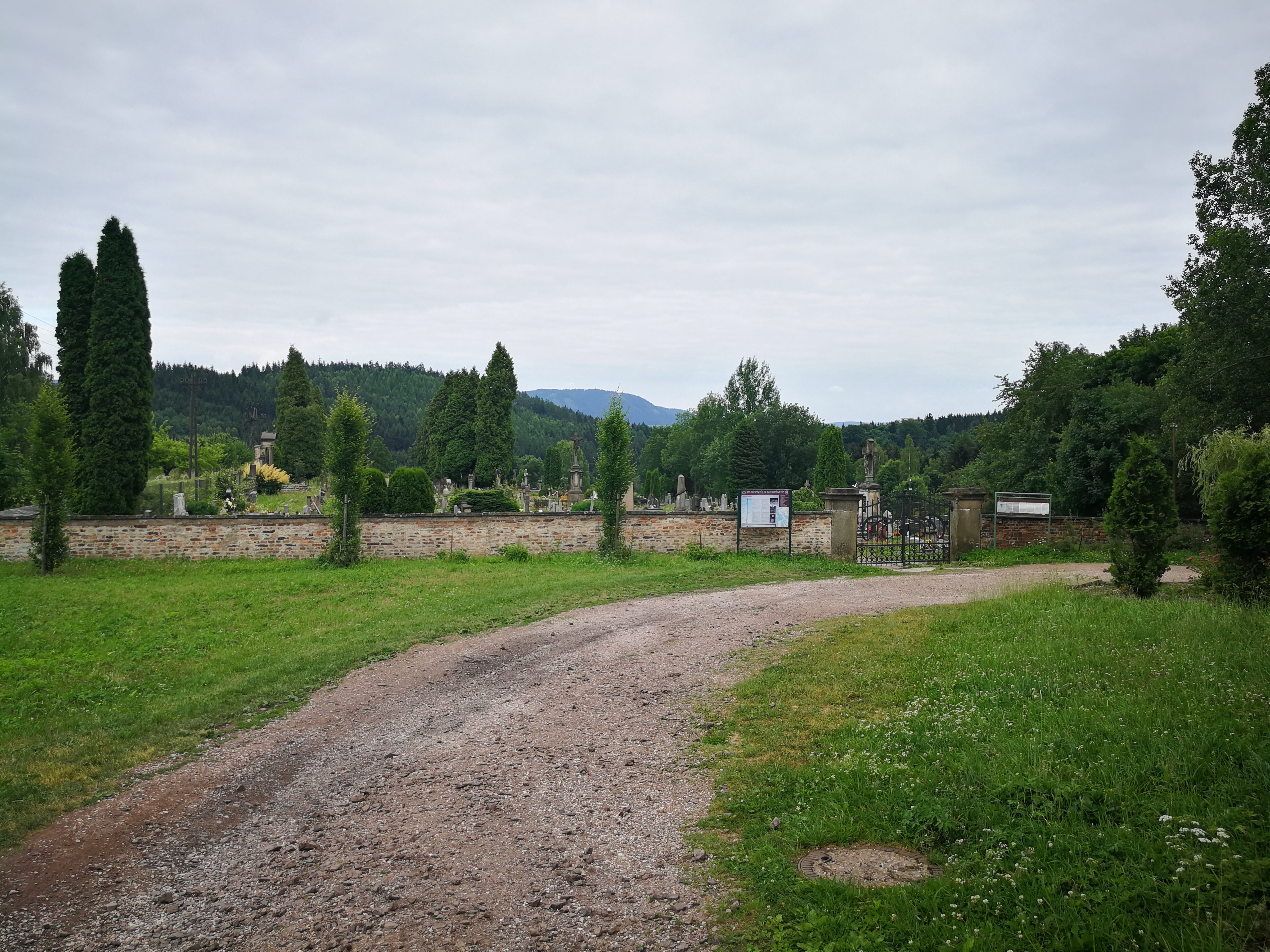
Pohled na hřbitov od kostela Nejsvětější Trojice.
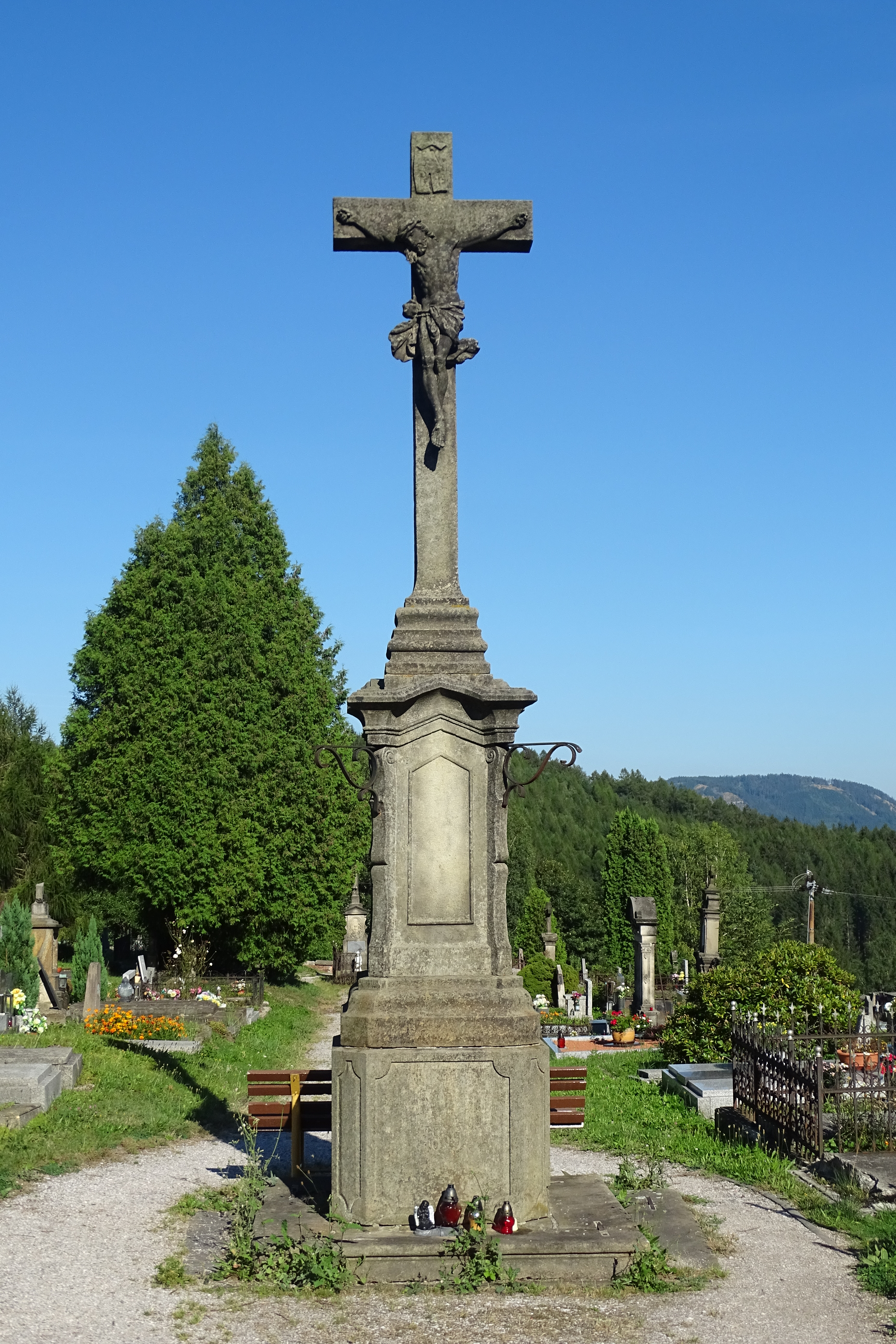
Hlavní hřbitovní kříž.
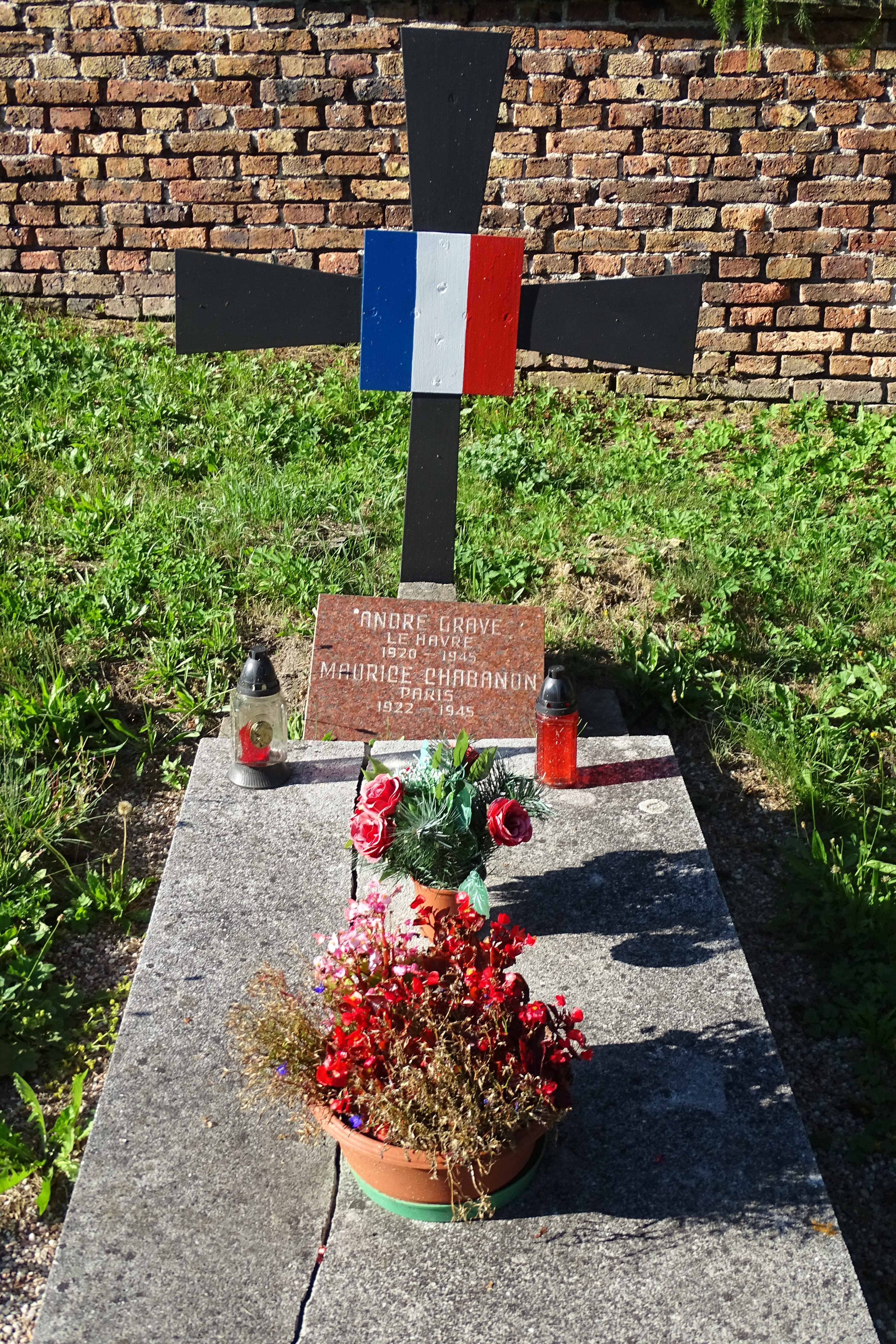
Hrob francouzských válečných zajatců.
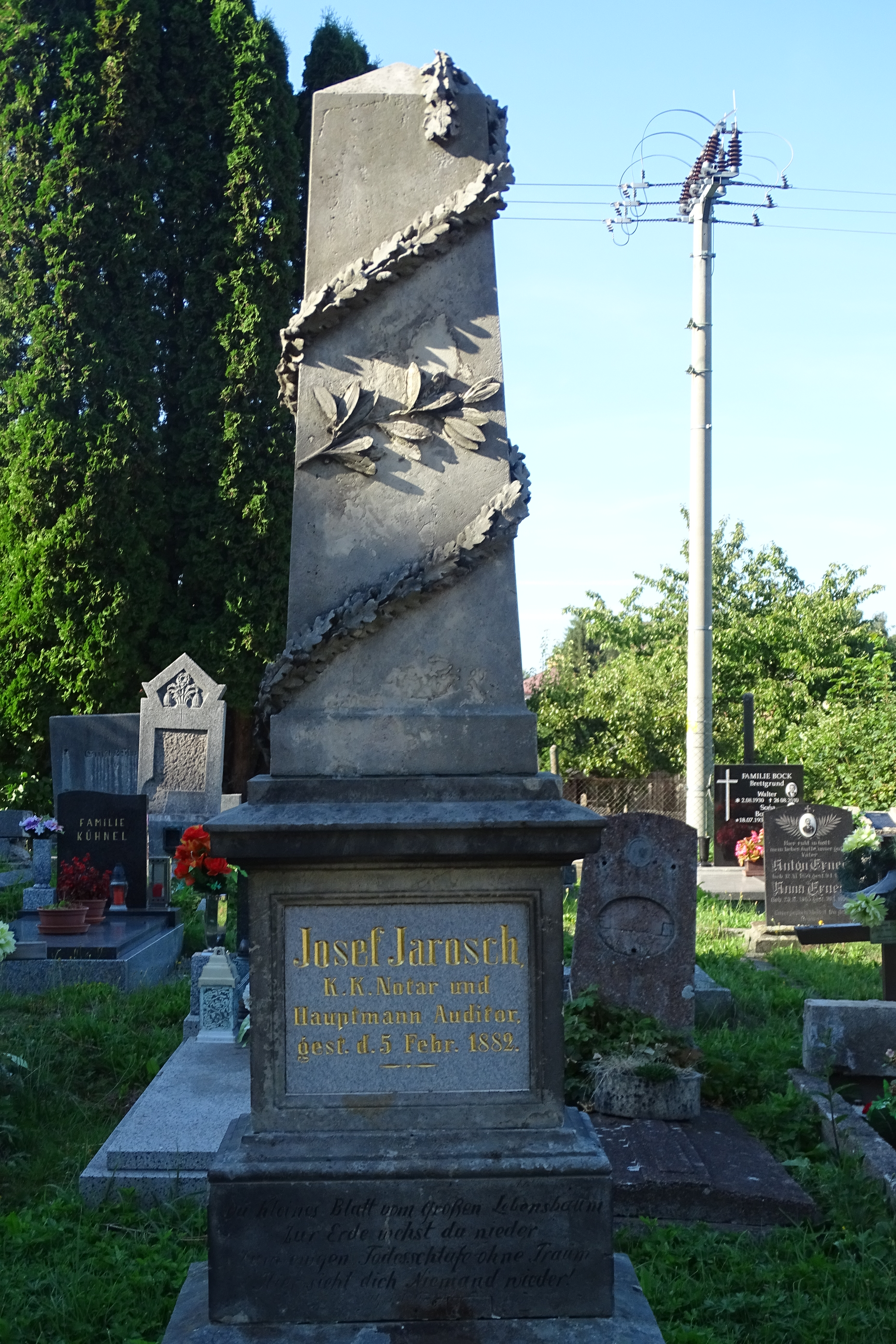
Hrob Josefa Jarosche, alias Alfreda Waldaua.
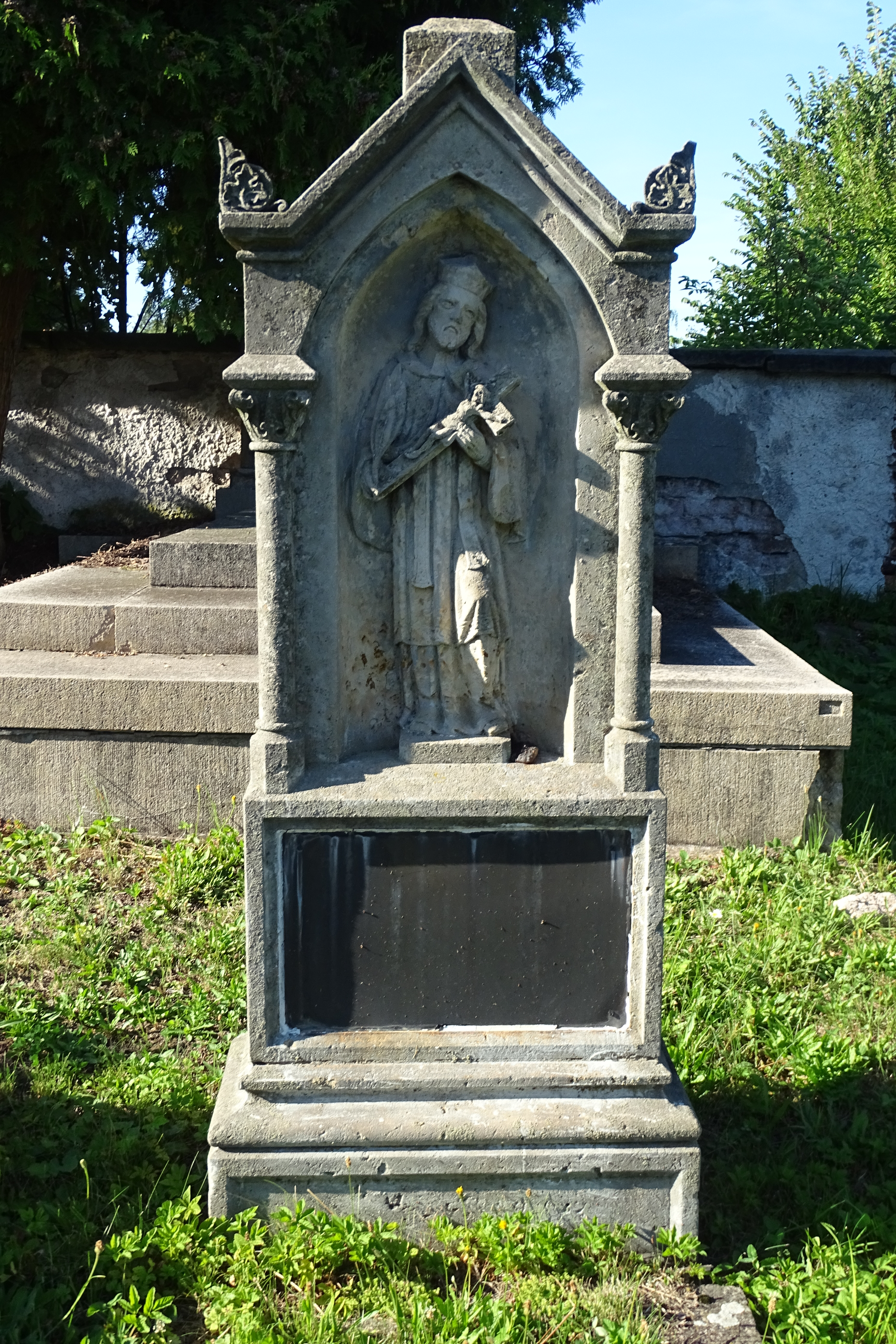
Starý náhrobek s figurálním reliéfem sv. Jana Nepomuckého.
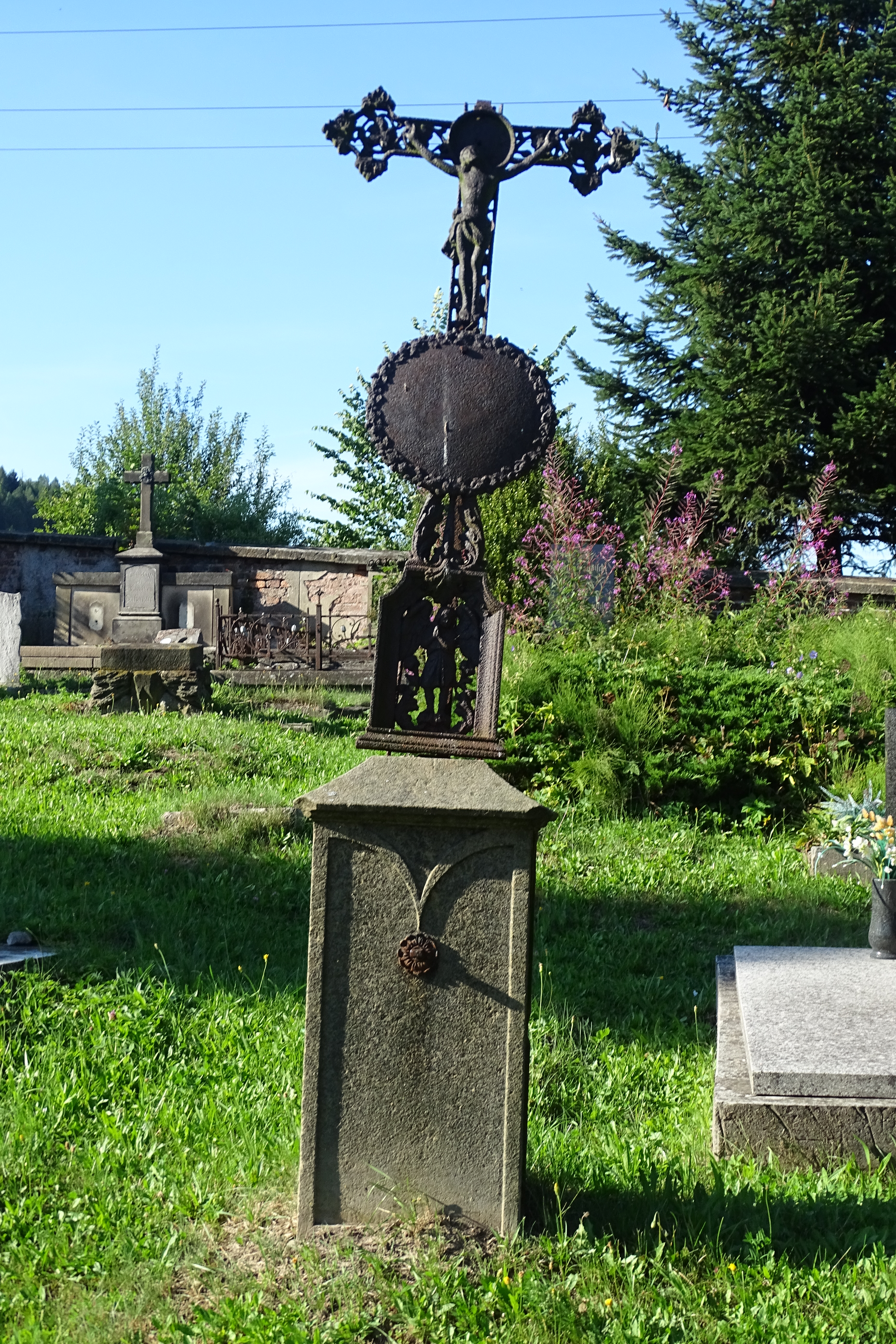
Starý náhrobek s poškozeným křížem.
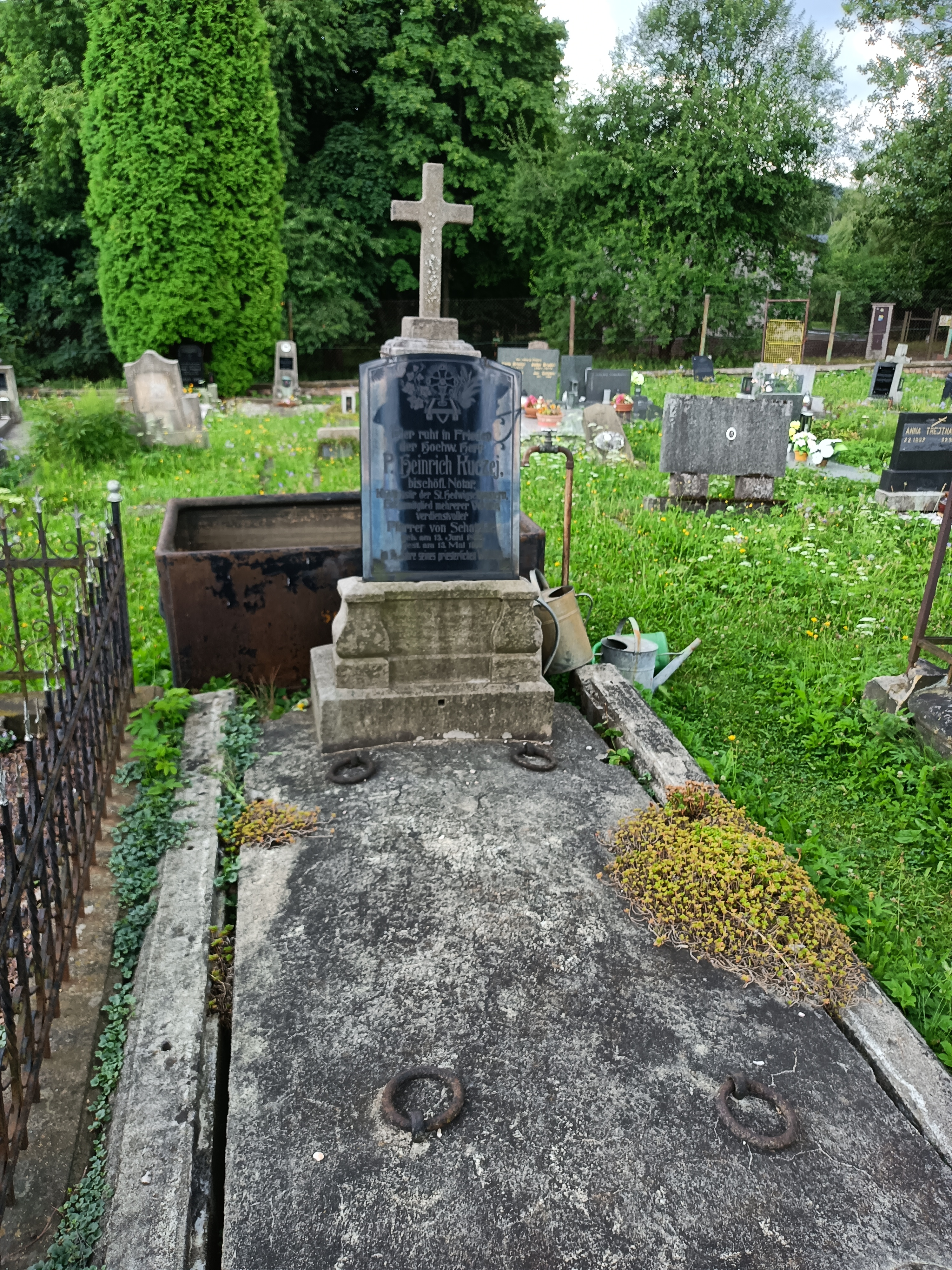
Hrob faráře Heinricha Kuczeje.
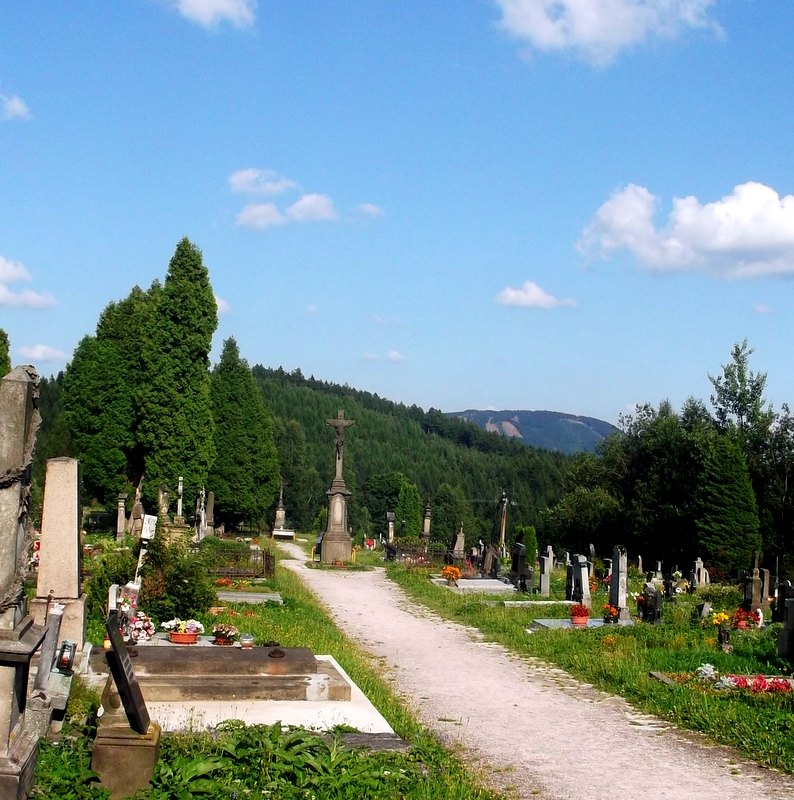
Pohled na hřbitov.
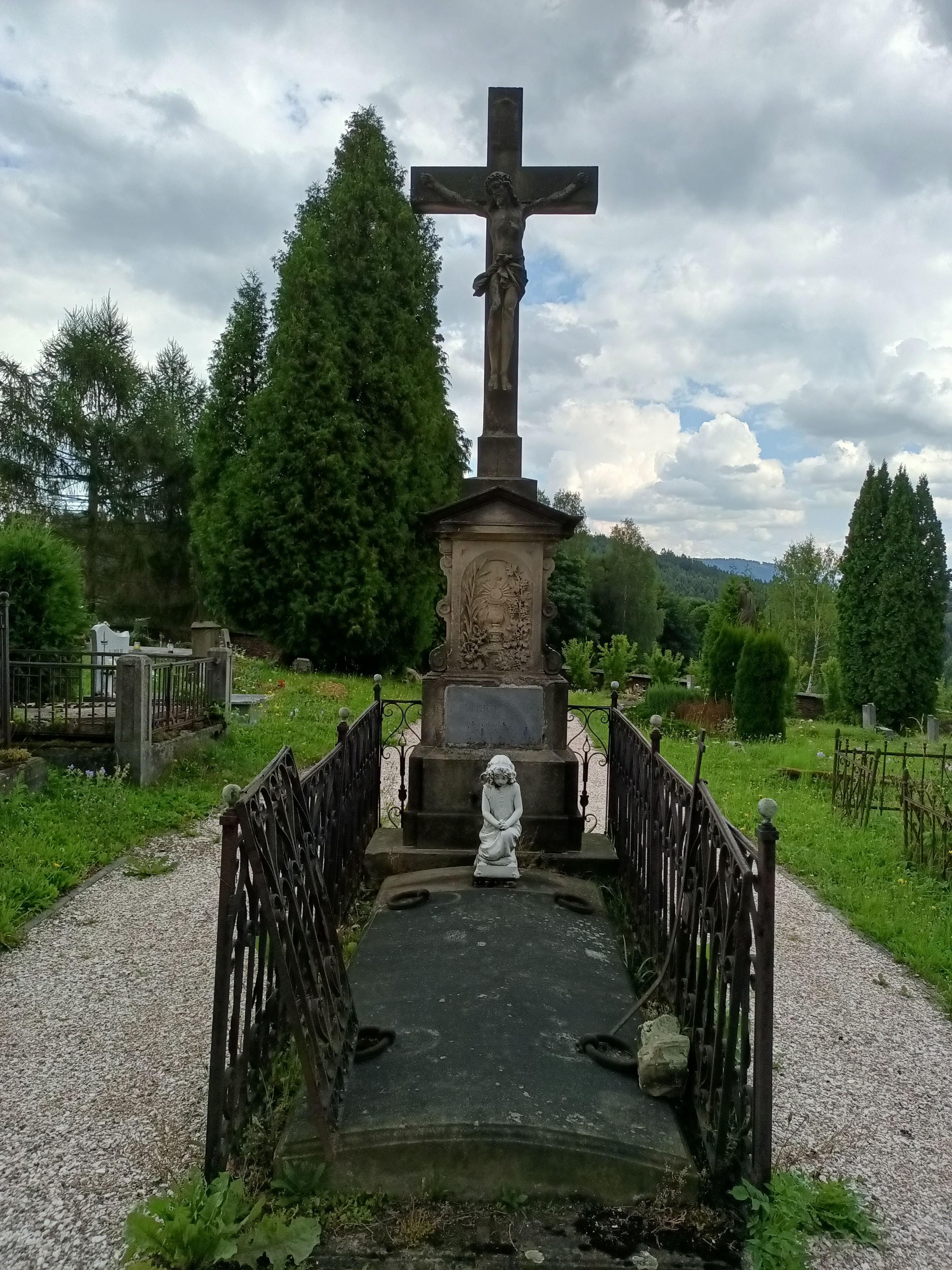
Hrob faráře Antona Koppa.